# Château de Numata
Pour les articles homonymes, voir Numata (homonymie).
Le château de Numata (沼田城, Numata-jō) est un château japonais situé à Numata, dans le nord de la préfecture de Gunma. À la fin de l'époque d'Edo, le château de Numata est le siège du clan Toki, daimyō du domaine de Numata mais le château est gouverné par un grand nombre de clans différents tout au long de son histoire et connu comme site d'une grande bataille durant l'époque Sengoku. Le château est également appelé Kurauchi-jō (倉内城).

## Histoire
Au cours de l'époque Muromachi, la zone autour de Numata est contrôlée par le clan Numata par une fortification construite sur place par Numata Akiyasu en 1532. Sanada Masayuki, un vassal de Takeda Katsuyori, s'empare du château en 1580 et la plus grande partie du clan Numata clan périt dans une vaine tentative pour reprendre leur foyer ancestral l'année suivante. La zone est ensuite contestée entre le clan Sanada et le clan Odawara Hōjō. En 1589, Toyotomi Hideyoshi tente d'arbitrer le litige en donnant Numata aux Hōjō et en attribuant le proche château de Nagurumi aux Sanada. Toutefois, le châtelain Hōjō Inomata Kuninori est mécontent de cet arrangement et attaque les Sanada. Cependant, après la défaite des Hōjō à la bataille d'Odawara en 1590, le contrôle de Numata est fermement rétabli aux Sanada.
Sanada Nobuyuki reconstruit complètement le château à grande échelle en 1597, incorporant des murs en pierre et un grand donjon de quatre étages ainsi que plusieurs yagura à deux étages. Numata devient un domaine distinct de la principale possession des Sanada au château d'Ueda en 1656. Cependant, en 1681 Sanada Nobutoshi en est dépossédé par le shogunat Tokugawa pour sous-représentation flagrante de ses revenus et le château est détruit.
Le domaine de Numata est restauré en 1703 et donné à Honda Masanaga qui reconstruit le château de Numata sur une plus petite échelle par re-excavation de certains des fossés comblés et la restauration de certaines œuvres en terre, mais aucun nouveau donjon ou yagura n'a jamais été construit. Le château passe ensuite entre les mains d'une branche cadette du clan Kuroda avant de passer au clan Toki en 1742. Les Toki résident dans une résidence construite dans le troisième bailey mais le « château » ne reste désormais guère plus qu'un jin'ya.
En 1912, un ancien samouraï au service du clan Toki, Kume Tamenosuke, achète le site du château et en fait don à la ville de Numata en 1926 pour être utilisé comme parc. Le parc contient la maison Ubukata, bâtiment de l'époque d'Edo autrefois utilisé comme pharmacie dans la jōkamachi (ville-château) de Numata. La structure est un patrimoine culturel important et sert comme musée d'histoire locale. Elle contient également un modèle réduit du château de Nuamata sous les Sanada.